# Homoeoneuria salviniae
Homoeoneuria salviniae is een haft uit de familie Oligoneuriidae. De wetenschappelijke naam van de soort is voor het eerst geldig gepubliceerd in 1881 door Eaton.
De soort komt voor in het Nearctisch gebied en het Neotropisch gebied.